# Checkpoint Charlie

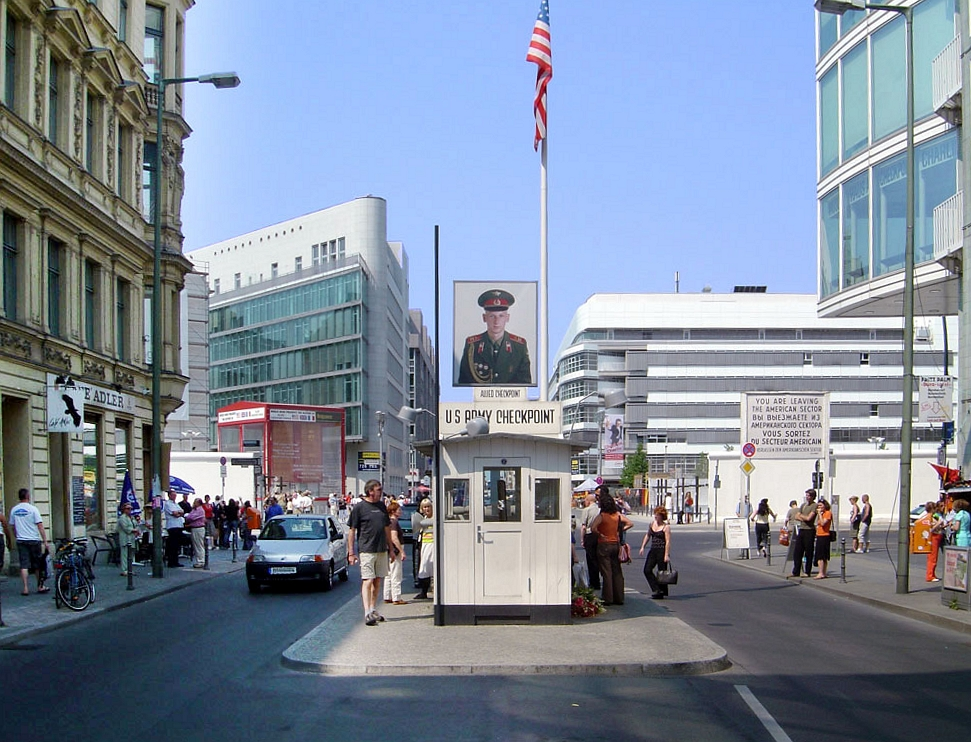
Checkpoint Charlie (widok współczesny)

Checkpoint Charlie – w okresie zimnej wojny jedno z najbardziej znanych przejść granicznych między NRD a Berlinem Zachodnim. Poza tym były też przejścia, na których kontrolowała tylko NRD-owska kontrola graniczna. Mieściło się na ulicy Friedrichstrasse, na skrzyżowaniu z Zimmerstraße, w samym sercu Berlina podzielonego wówczas Murem Berlińskim. Oficjalna nazwa przejścia po stronie NRD-owskiej brzmiała właśnie Zimmerstraße. Od strony zachodniej przy przejściu znajdowała się stacja metra Kochstraße.
Na przejściu alianci zachodni (żołnierze USA, Francji i Wielkiej Brytanii) nie sprawdzali wszystkich przekraczających granicę. W ich budce zgłaszali wyjazd do Berlina Wschodniego (we własnym interesie, w razie zatrzymania lub zaginięcia w NRD) tylko członkowie sił zbrojnych aliantów zachodnich. Natomiast drobiazgowa kontrola wszystkich przekraczających granicę odbywała się po stronie NRD. Zgodnie z decyzją władz NRD przejście przeznaczone było tylko dla cudzoziemców (tj. nie-Niemców) – zarówno zwykłych turystów, jak i personelu dyplomatycznego.
W 1991 Armia Stanów Zjednoczonych oficjalnie opuściła „Checkpoint Charlie”.
Obecnie znajduje się tam Muzeum Muru Berlińskiego oraz symboliczny punkt kontroli granicznej – atrakcja turystyczna, w której można nabyć odcisk pieczątki kontroli granicznej z wybranej przez siebie strefy okupacyjnej.

## Galeria

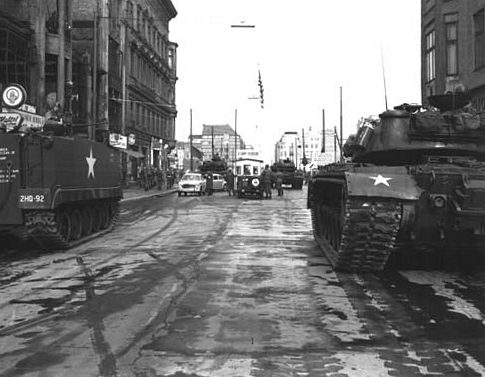
27 października 1961 – sowieckie czołgi stoją naprzeciw amerykańskich czołgów
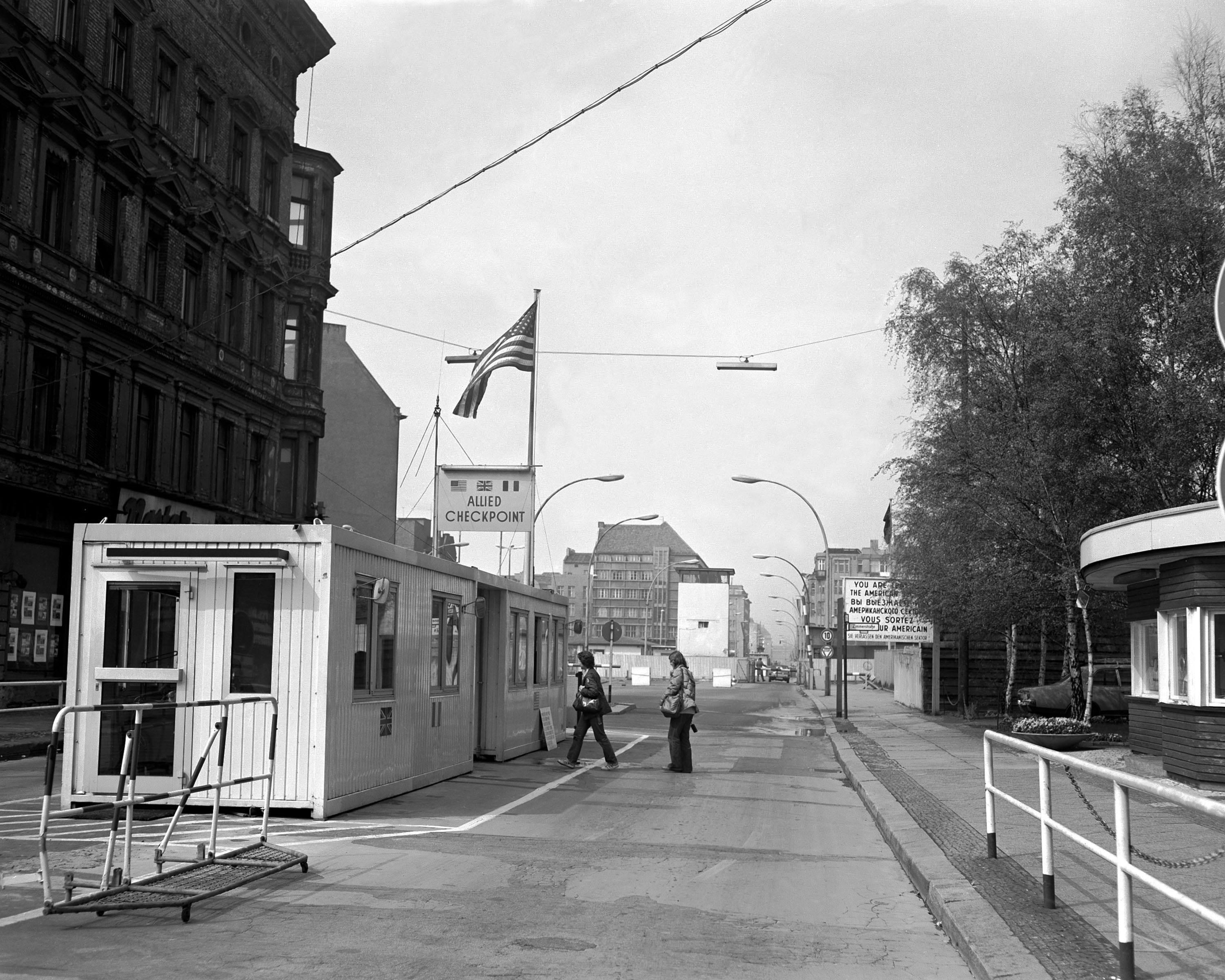
Widok z roku 1977 od strony sektora amerykańskiego
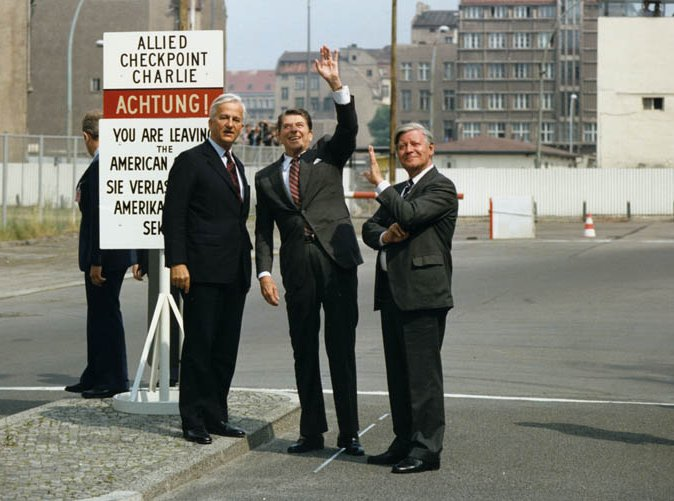
Ronald Reagan na Checkpoint Charlie w roku 1982
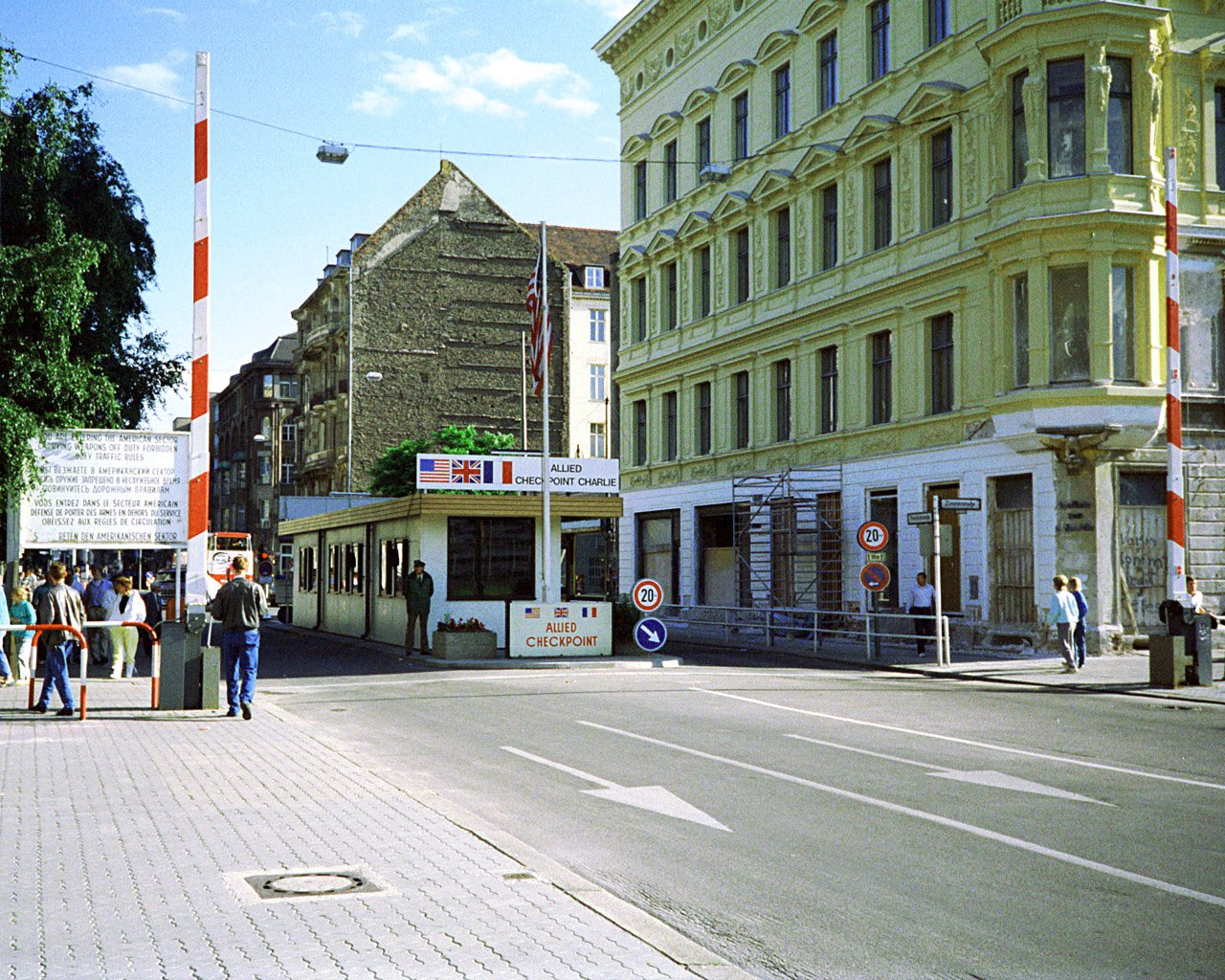
Widok z roku 1986 od strony NRD
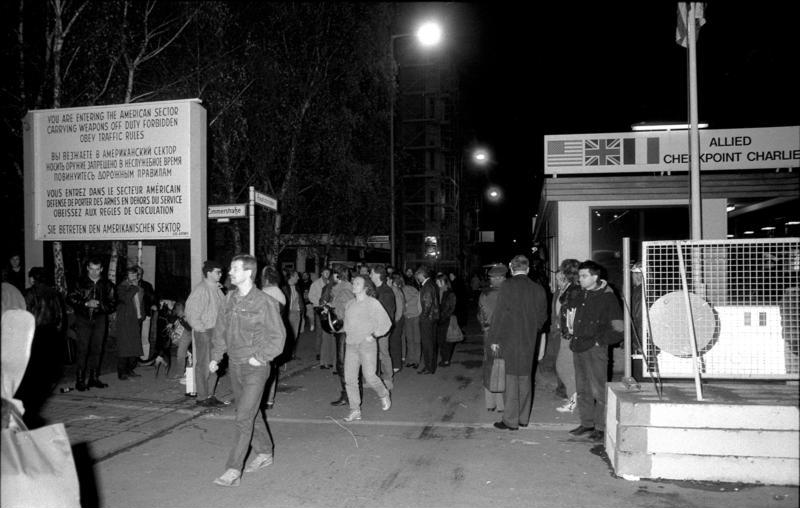
Przekraczanie granicy, 10 listopada 1989
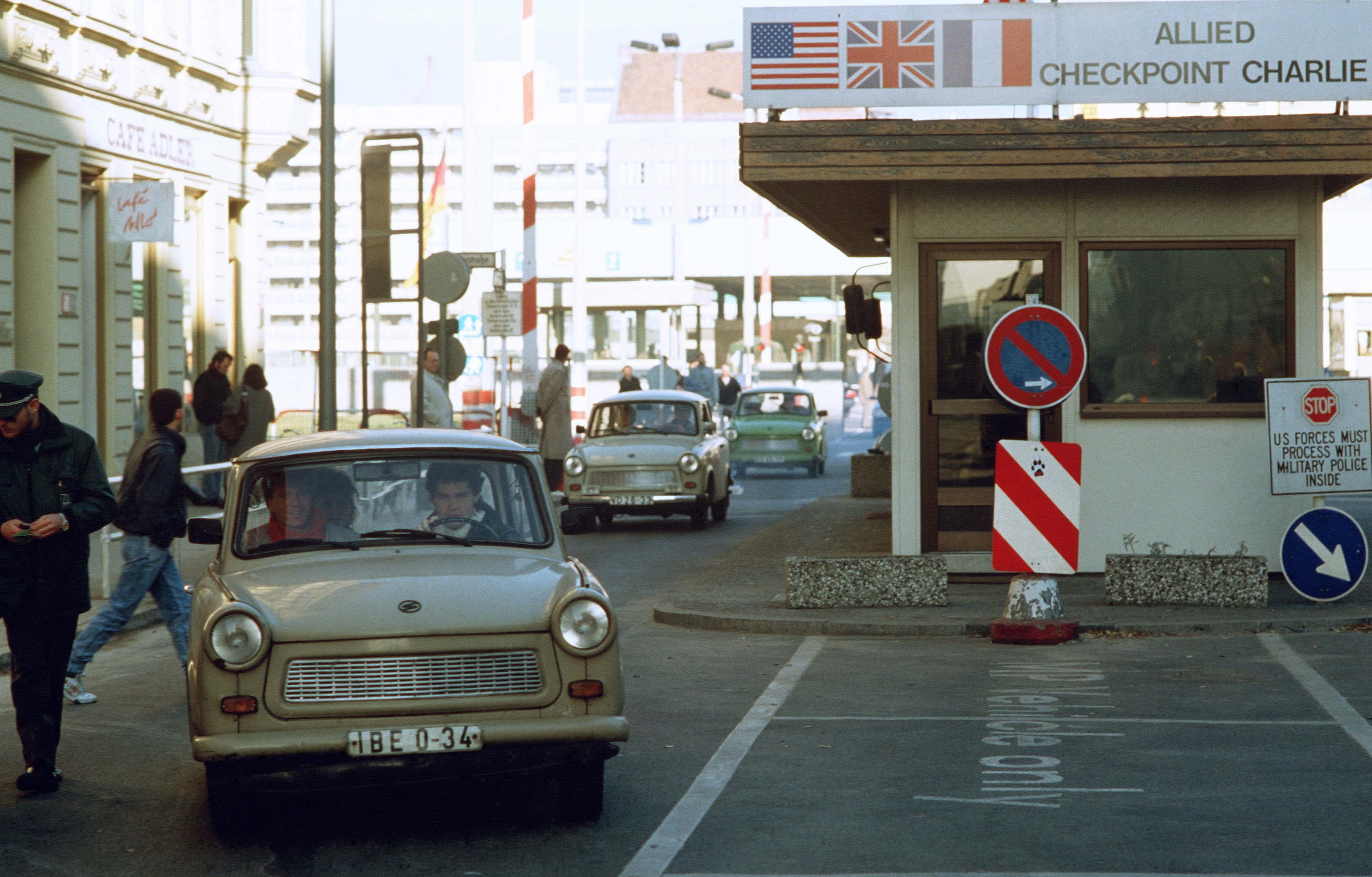
Przekraczanie granicy, 14 listopada 1989
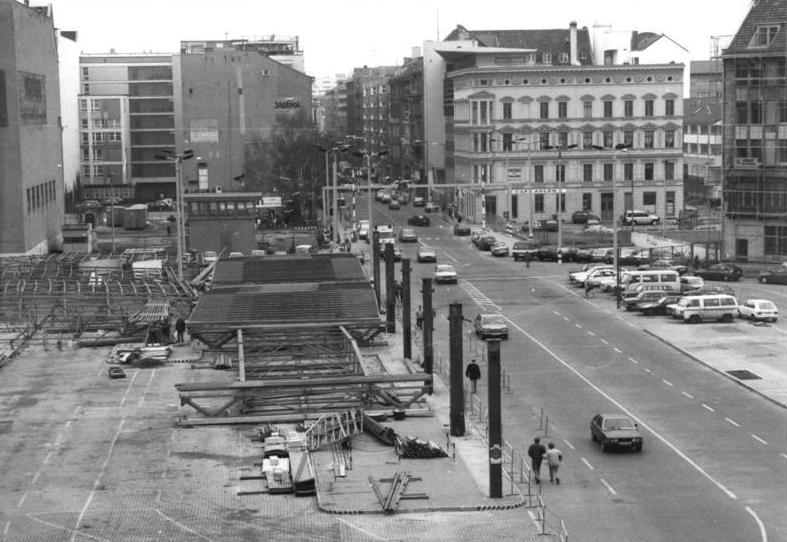
Demontaż Checkpoint Charlie, styczeń 1991
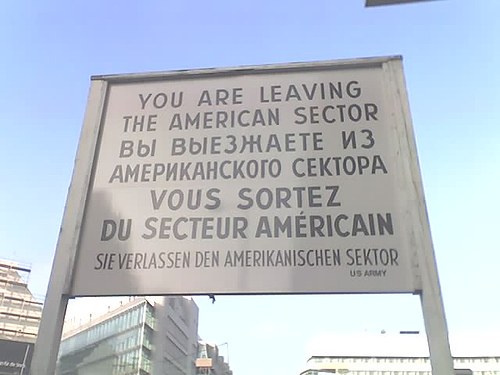
Replika znaku informującego o przejściu z Zachodniego do Wschodniego Berlina
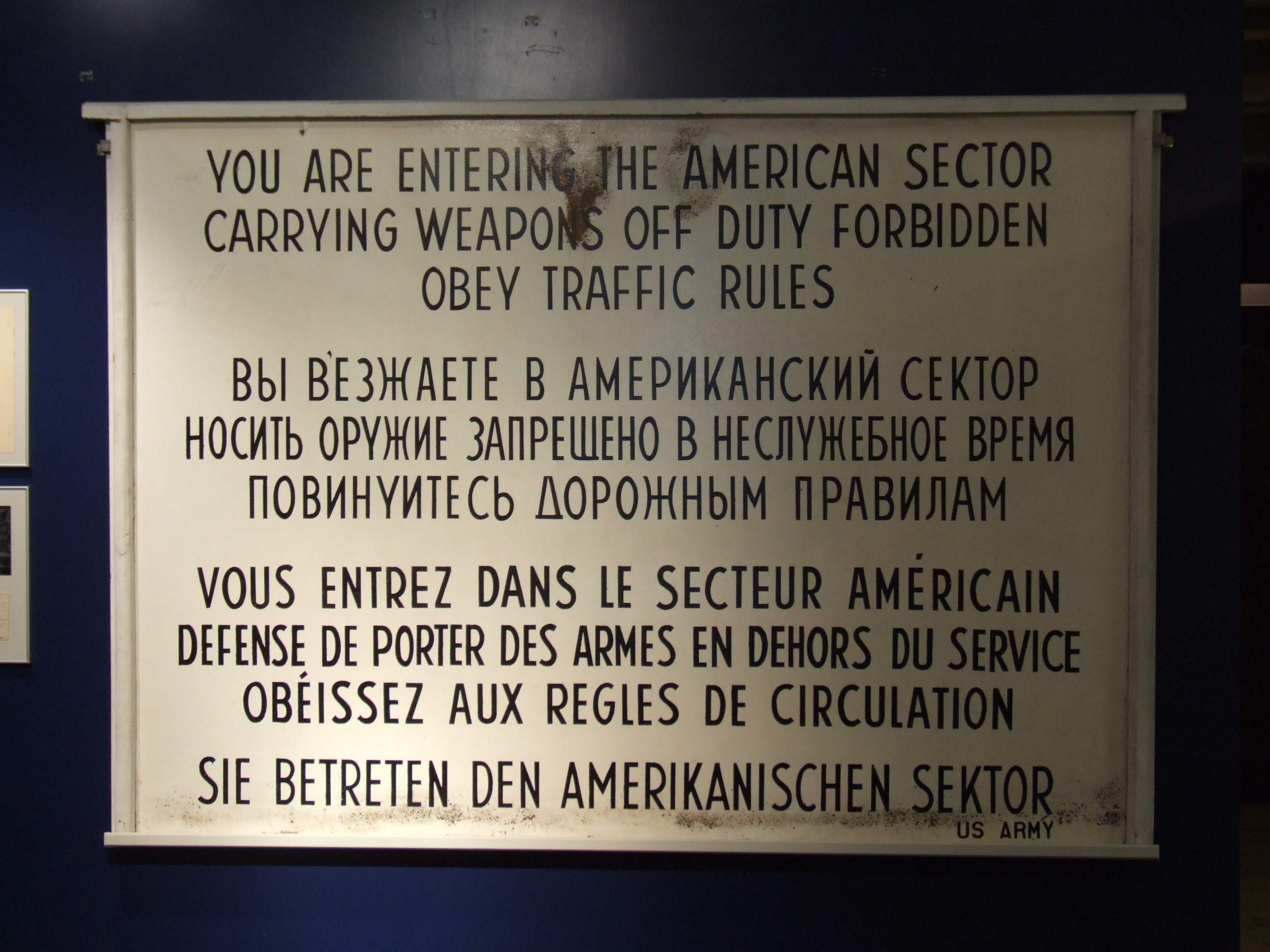
Oryginał tablicy informującej o przejściu do Berlina Zachodniego, obecnie w Muzeum Aliantów(inne języki) w Berlinie
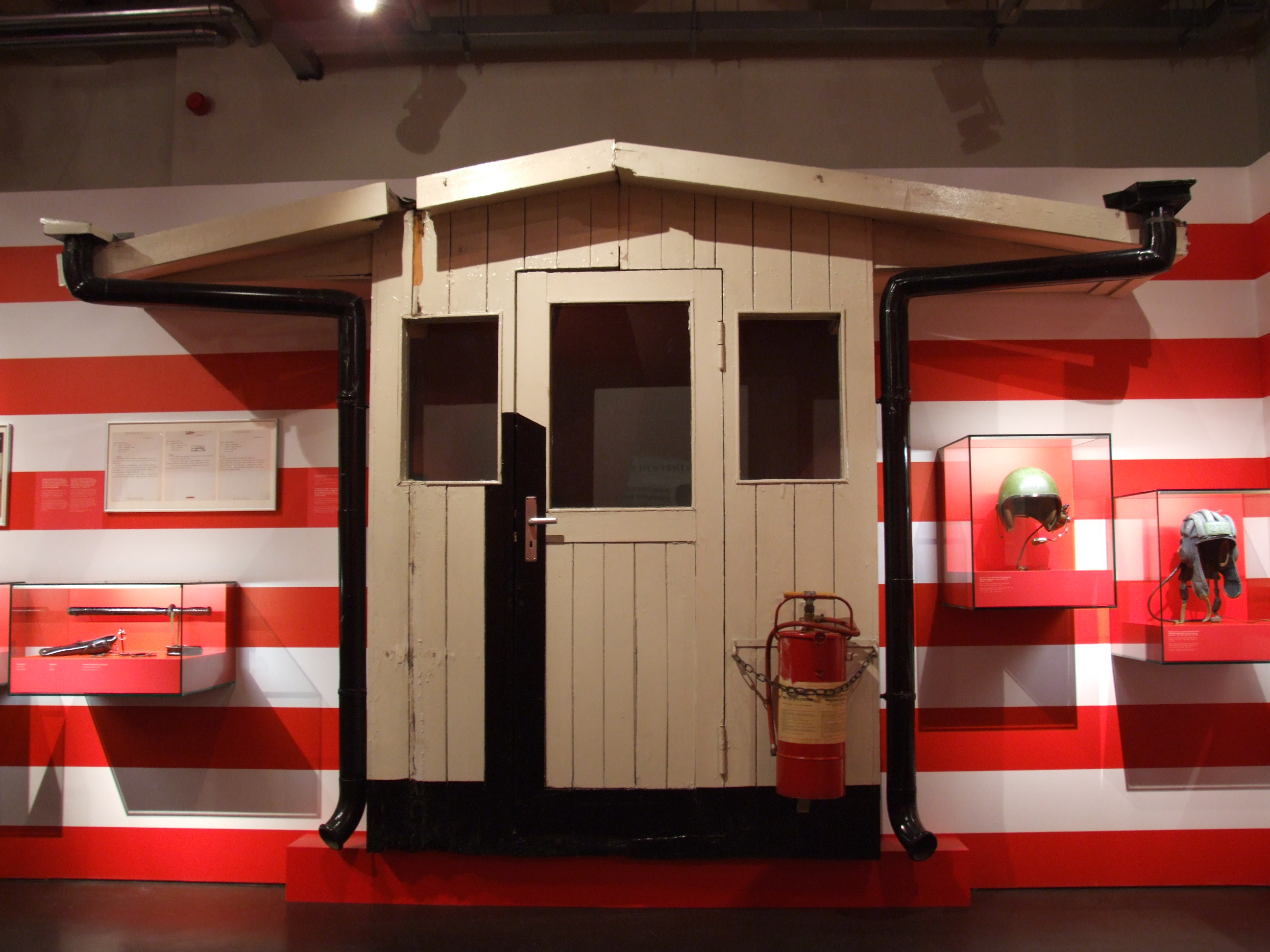
Jedyny ocalały oryginalny fragment pierwszego budynku granicznego – również znajduje się w Muzeum Aliantów